# Cibrica
Cibrica (bułg. Цибрица, rzymska Ciabrus) – rzeka w obwodzie Montana w północno-zachodniej Bułgarii, prawy dopływ Dunaju. Długość – 88 km, powierzchnia zlewni – 934 km², średni przepływ – 1,969 m³/s.
Źródła Cibricy leżą na wysokości  818 / 664 m n.p.m. na północno-wschodnich stokach pasma górskiego Sziroka płanina w zachodniej Starej Płaninie, niedaleko granicy z Serbią. Rzeka płynie na północny wschód przez zachodni kraniec Niziny Naddunajskiej i uchodzi do Dunaju koło wsi Dolny Cybr. Latem niemal zupełnie wysycha.
W 29 p.n.e. rozegrała się bitwa nad rzeką Cibricą, Rzymian pod wodzą Krassusa z Bastarnami.
Od 86 roku n.e. decyzją cesarza Domicjana Cibrica była rzeką graniczną między rzymskimi prowincjami utworzonymi w Mezji: Mezją Górną (Moesia Superior) i Mezją Dolną (Moesia Inferior).